# Flaggen des Deutschen Roten Kreuzes (1936–1945)
Die Flaggen des Deutschen Roten Kreuzes (1936–1945) waren die in der Zeit des Nationalsozialismus vom Deutschen Roten Kreuz (DRK) verwendeten Flaggen und Stander.

## Fahnen und Wimpel der DRK-Bereitschaften
Die verschiedenen DRK-Bereitschaften verwendeten jeweils eigene Fahnen und Wimpel, die vermutlich ab dem Jahr 1936 nach und nach eingeführt worden sind. Die männlichen Abteilungen führten weiße, rechteckige Fahnen, auf denen ein stilisierter Reichsadler abgebildet war, der mit seinen Fängen auf einem roten Kreuz, dem internationalen Symbol der Hilfsorganisation, saß. Auf der Brust des Adlers befand sich ein weißes, auf der Spitze stehendes Hakenkreuz. In der linken oberen Ecke der Fahne war auf grauem Hintergrund in schwarzen gotischen Buchstaben der Name der Abteilung angebracht. Die Fahnenspitze bestand vermutlich aus einer silberfarbenen Repräsentation des DRK-Abzeichens. Das Fahnentuch wurde an der schwarz lackierten Fahnenstange mit insgesamt sieben Metallringen befestigt.
Die weiblichen Abteilungen der DRK-Bereitschaften erhielten anstelle einer Fahne einen entsprechenden Wimpel zugewiesen.

1
2

1 = Fahne für eine männliche DRK-Bereitschaft

2 = Wimpel für eine weibliche DRK-Bereitschaft

## Kraftfahrzeug-Flaggen
Am 9. Dezember 1937 wurden neue DRK-Dienstkleidungen festgelegt, im Zuge dessen auch Kraftfahrzeugflaggen eingeführt wurden.
Es handelte sich in der Regel um weiße Metallschilder mit grauer Umrandung bzw. zusätzlichen Schrägkreuzen, die das DRK-Symbol zeigten. Je nach Dienststellung waren die Stander quadratisch, rechteckig oder in Wimpelform ausgelegt. Außer den sieben verschiedenen Dienststellungsstandern gab es noch einen allgemeinen Kraftwagen-, Kraftrad- und Fahrradwimpel. Dieser zeigte anstelle der grauen Doppelumrandung einen schmalen, grau-weiß geflochtenen Rand, der jedoch nicht an der senkrechten Seite angebracht war.

1
2
3
4
5
6
7
8

1 = Präsident des DRK

2 = Geschäftsführender Präsident des DRK

3 = DRK-Amtschef, DRK-Landesführer, Inspekteur des DRK

4 = Stellvertretender DRK-Landesführer

5 = DRK-Kreisführer

6 = Stellvertretender DRK-Kreisführer

7 = Führer(in) einer DRK-Bereitschaft

8 = Allgemeiner Kraftwagen-, Kraftrad- und Fahrradwimpel